# Merck toch hoe sterck (bier)
Merck toch hoe sterck was een Belgisch-Nederlands bier. Het werd gebrouwen door de Scheldebrouwerij te Meer, een deelgemeente van Hoogstraten. Aanvankelijk was de brouwerij gevestigd in Nederland en werd Merck toch hoe sterck daar gebrouwen. In 2007 vestigde de Scheldebrouwerij zich in België, vandaar de benaming Belgisch-Nederlands bier. In 2009 werd de productie van dit bier stopgezet.

## Eigenschappen
Het bier werd gebrouwen sinds november 1996. Merck toch hoe sterck was een donkere gerstewijn met een alcoholpercentage van 9%. Naast de vaste bieringrediënten bevat het koriander en kandij.
Vóór november 1996 werd een soortgelijk bier gebrouwen onder de naam Extra Zwaar Winterbier. Dit had een iets ander recept en een alcoholpercentage van 8,5%.

## Benaming
De naam van het bier is afkomstig van het lied Merck toch hoe sterck. Dit geuzenlied uit 1626 herdenkt de overwinning van de Verenigde Provincies op de Spanjaarden bij het Beleg van Bergen op Zoom (1622) in de Tachtigjarige Oorlog. Het bier werd gelanceerd in herdenking van de 370 jaar voor het lied.

## Etiket
Het buiketiket volgt de gewoonte van de Scheldebrouwerij om het buiketiket te sieren met een cartooneske schets van personen in bijzondere situaties. Bij Merck toch hoe sterck zijn dat twee wildemannen die klungelig sjouwen met een zware bierton. Mogelijk is dit een knipoog naar de vermelding Extra zwaar bier onder de tekening en de vroegere naam Extra Zwaar Winterbier. In elk geval verwijst de tekening naar het stadswapen van Bergen op Zoom, dat twee wildemannen als schildhouders heeft. Op de achtergrond is een stadssilhouet van Bergen op Zoom te zien, waarop de toren van het Markiezenhof met zijn bol en een buitensporig vergrote windhaan herkenbaar is. Boven de tekening staat nog Bergen op Zoom 1622, verwijzend naar het beleg.